# Conflict
Conflict înseamnă opoziție, dezacord sau incompatibilitate între două sau mai multe părți. Conflictul poate fi sau nu violent. Conflictul armat dintre state poate evolua în război.
Conflictul dinamic introduce în discuție dinamică socială. Această are că și caracteristică principală instabilitatea rezultată din schimbările neprevăzute. Din acest motiv preziceri certe în sistemele sociale sunt greu de realizat chiar dacă, în principiu, se poate prezice cu exactitate starea sistemului în viitor.
Din accepțiune restrânsă, conflictul  este o ciocnire de interese antagonice cu obiective incompatibile, iar din accepțiune lărgită,  este o incompatibiliate cauzată de nevoi, valori și interese opuse, reale sau percepute. Este apelul la violență în cazul în care diplomația și negocierea eșuează. 
Pentru a studia un conflict, trebuie înțelese cauzele izbucnirii  și în special controlarea forțelor care duc la escaladarea violenței. Chiar și după izbucnirea să , părțile beligerante încearcă să soluționeze conflictul prin reglementarea surselor sale profunde. 
Sunt create și dezvoltate  instituții care să prevină crizele viitoare.   

## Cauzele conflictului
În prezent, principala cauza a  izbucnirii unui război sunt  conflictele întemeiate pentru accesul la resurse. Însă alte cauze pot fi problemele de gestionare ale tranziției și schimbării rapide sau accentuarea inegalităților socio-economice.  Conflictele din ziua de azi sunt cauzate și de exploatarea diferențelor etnice și religioase.   Iar în alte cazuri poate fi însăși moștenirea violenței.  

## Tipuri de conflict
Tipurile de conflict pot fi următoarele:
- conflict   pentru interese materiale tangibile: dispute teritoriale, tentative de succesiune, tentativă de asigurare a controlului asupra altor guverne sau  conflicte economice privind banii, resursele naturale, comerț, traficul de droguri.
- conflict  pentru idei etnice, religioase, ideologice
- conflict violent/război

### Conflictul  material
Conflictul material izbucnește datorită unor dispute teritoriale prin care un stat aspiră la teritoriul altui stat și ambele refuză să ajungă la consens privind cedarea teritoriilor, ori din cauza iredentismului prin care un stat încearcă să-și recapete teritoriul pierdut în favoarea altui stat. 
Cu toate că se poate ajunge la grave conflicte interstatale, acestea pot fi soluționate pe cale pașnică. 
O altă cauza a conflictului material reprezintă succesiunea,  un conflict de  granița prin care o regiune se separă de stat în urmă unor mișcări de succesiune. Statele multinaționale se destramă, iar granițele interne devin  noi granițe   internaționale care  pot deveni  vulnerabile. 
Disputele pot fi persistente în cazul unor conflicte pentru Fâșia Gaza, Kashmir, Insulele Falkland. 
Pot fi dispute privind apele teritoriale soluționat prin procese în cazul disputei dintre China și alte state învecinate privind  insulele din Marea  Chinei de Sud.
Sau pot fi dispute privind spațiul aerian că în cazul conflictului dintre  Israel, Siria și Iran ori NATO în Serbia. 

Conflictele pot fi duse și pentru tentativă de a asigura control asupra altor guverne care nu implică modificarea granițelor , ci influențarea guvernului pentru a prelua controlul asupra statului prin anumiți factori de influențare. 
Exemple de acest tip pot fi situațiile când  sovieticii când au invadat Ungaria în 1956, Cehoslovacia în 1968 , Afghanistan în 1979, sau americanii când au invadat Panama, Irak și Afghanistan sau au finanțat Primăvară Arabă pentru a înlătura regimurile nefavorabile intereselor americane  din Siria, Egipt, Tunisia  și Libia izbucnind războaie civile. 
O altă modalitate poate fi influențarea alegerilor în cazul implicării Rusiei în alegerile prezidențiale americane din 2016. 
Conflictele economice pot fi referitoare la resurse naturale,    bani sau  comerț.  
În cazul unui conflict comercial precum cel din 2018 dintre SUA și China, un stat cu surplus comercial poate avea avantaj din perspectiva securității. 
Conflictele economice pot fi legate de industria militară, comerțul cu materiale strategice în cazul Cubei din 1962,  distribuției bogăției între state și în interiorul lor sau  legate de traficul de droguri în cazul cartelelor din Mexic și Columbiei ce comercializează cocaină către Europa și America de Nord ,  opiumul din China ce a dus la  două războaie  cu Marea Britanie care s-a soldat cu cedarea Hong Kongului  sau  în cazul traficului de mac din Afghanistan și  Myanmar. 

### Conflictul de idei
Conflictul etnic este cel mai persistent fiind o confruntare dintre grupuri etnice rezultată din cauza naționalismului  etnic prin care se fac presiuni ca granițele să fie retrase sau când statele invocă îngrijorarea pentru conaționalii lor aflați în alte state învecinate (în cazul Germaniei în Austria și Cehoslovacia, Ungariei în Ținutul Secuiesc sau Rusiei în Crimeea și Donbass). Sfârșitul Războiului Rece a resuscitat unele conflicte etnice în Iugoslavia, la fel și în cazul decolonizarii din Africa. 
După al doilea război mondial,  Carta Organizației Națiunilor Unite și nici Declarația Drepturilor Universale ale Omului nu face referire la   drepturile persoanelor  care aparțîn minorităților etnice, religioase și lingvistice, cuprinzând doar drepturile și libertățile fundamentale ale omului. Abia în 1966 s-a impus un Pactul Internațional referitor la drepturile civile și politice , problemele minorităților fiind abordate de ONU și de organizațiile europene precum Consiliul Europei și CSCE/OSCE. 

Conflictele religioase sunt cauzate de divergente religioase. În cazul unor războaie materiale, chiar dacă nu au o cauza religioasă,   lăcășurile de cult sunt distruse pentru a slabi moralul adversarilor. Musulmanii radicali  promovau Jihadul sau războiul sfânt pentru a-și extinde influență prin intermediul Islamului. Inclusiv religia creștină a promovat conceptul de război sfânt conceput de Sfântul Augustin, manifestat prin lupte în numele credinței, combaterea ereziilor, cruciadele desfășurate în orient,  războaiele religioase din Franța , războiul de 30 ani.    Și în prezent, războiul împotriva terorismului are drept cauza conflictul religios dintre Islam și Creștinism/sau sistemul Capitalist Consumerist, dar și conflictele din interiorul Islamului dintre sunniti și șiiți. 
Conflictul  ideologic este cauzat de intensificarea conflictelor dintre grupuri și state. Ideologia acoperă interese profunde precum cele naționale și poate mobiliza populația pentru a sprijini un stat în acțiunile sale internaționale precum în cazul nazismului din Germania sau fascismul din Italia. 
Conflictele ideologice pot fi  cauzate și de dispute privind funcționarea și extinderea unui sistem în cazul Războiului Rece dintre capitalismul american și comunismul sovietic, între democrație și dictatură.  
Democrația, ca ideologie,  se impune ca normă  pe care statele le urmăresc  în relațiile cu alte state și  poate fi o excepție pentru că nu cauzează conflicte (exceptând situațiile când țările desfășoară revoluții și conflicte violente  pentru democratizare în cazul   Franței în perioada revoluției, coloniilor britanice din America în desfășurarea revoluției și războiului de  independența, războaiele civile de după primăvară arabă).

### Conflictul violent
Tipuri
- razboiul civil - conflict intre doua factiuni din cadrul unui stat care incearca sa previna  instalarea unui guvern asupra intregului stat sau a unei parti teritoriale:  Razboiul Civil American, Razboiul din Coreea, Razboiul din Vietnam, Razboiul din Afghanistan, Razboiul din Irak, Razboiul din Siria etc.
- razboiul de gherila - o lupta fara linii de front ce nu presupune o lupta armata directa, ci hartuire continua pentru provocarea pierderilor
- razboiul hibrid sau neregulat - Crimeea in 2014
- razboi hegemonic - control asupra intregii ordini mondiale
- razboi total
- razboi limitat

## Elementele conflictului

### Părțile
- Partea este o unitate de comportare, o mulțime sau organizație care este capabilă să-și asume un număr de poziții diferite în timp și într-o anumită limită.

### Spațiul de comportare
- Spațiul de comportare reprezintă poziția pe care o poate avea o unitate de comportare și este definită prin coordonate variabile; acestea trebuie să fie continue și măsurabile. Există oscilații ale acestor coordonate care sunt teoretic infinite; în practică mișcările sunt limitate deoarece „setul potențialelor mișcări sunt limitate de existența legilor”. (Boulding)

Limita posibilităților de mișcare a unei anumite unități comportamentale definește limitările pozițiilor pe care le poate ocupa în timp o parte, impuse prin restricții variate: fizice, psihologice, legale, financiare. Un comportament normal al unei unități comportamentale este acela în care unitățile urmăresc cele „mai bune” poziții precum și o limită comportamentală cât mai mare.

### Competiția
- Competiția poate fi definită într-un sens larg și este acceptată ca fiind o incompatibilitate mutuală între pozițiile potențiale ale unor unități comportamentale. Despre două poziții se poate spune că sunt incompatibile mutual dacă fiecare exclude pe cealaltă și dacă realizarea uneia face imposibilă realizarea celeilalte.

Intensitatea competiției depinde de probabilitatea fiecărei unități comportamentale de a se muta în aria incompatibilă. Ceea ce merită subliniat e că toate conflictele implică competiție, dar competițiile pot exista și fără conflict

### Conflictul
Conflictul poate fi definit ca o situație de competiție în care părțile sunt conștiente de potențialele incompatibilități viitoare, în care fiecare parte dorește să ocupe o poziție care este incompatibilă cu dorințele celorlalți(Boulding). Prin urmare, pentru ca o anumită situație să poată fi numită conflictuală, avem nevoie de două părți conștiente de pozițiile lor, cu dorințe incompatibile care să intre în anumite schimburi (fizice, virtuale, sentimentale, etc).
Zeno-Daniel Șuștac și Claudiu Ignat în lucrarea "Modalități alternative de soluționare a conflictelor (ADR)" au definit conflictul ca fiind  "un fenomen social contextual determinat de ciocnirea dintre interesele, conceptele si nevoile unor persoane sau grupuri atunci cand acestea intra in contact si au obiective diferite sau aparent diferite".

## Etapele conflictului

### Dezacordul
- Dezacordul este neînțelegerea care apare ca urmare a diferențelor asupra unor valori sintetizate în cultură precum și ca urmare a lipsei de informații corecte asupra partenerilor de interacțiune, dar și din interese economice, politice, sociale diferite ale celor care intră în contact.

### Confruntarea
- Confruntarea apare pe fondul unei ideologii care motivează actorii din confruntare în a susține o anumită idee contrară cu a celorlalți.

Caracteristica principală acestei etape este tensiunea crescută a interacțiunilor. Efectul degenerării opiniilor contrare permite apariția violenței ca mijloc de rezolvare a diferendelor. Sociologii insistă pe această etapă deoarece în acest moment apare 
nevoia unei soluții raționale. Modul de gestionare a acestei etape își pune amprenta în evoluția interacțiunii. Escaladarea conflictului sau rezolvarea conflictului, se hotărăște în această etapă.

### Escaladarea
În acest moment tensiunea dintre părțile care se confruntă este maximă. Posibilitatea apariției conflictului violent este mare. Un motiv principal al escaladării conflictului este agresivitatea argumentelor, indivizii tind să-și suspende discursul și acțiunea rațională înlocuindu-le cu acțiuni iraționale chiar violente.

### De-escaladarea și rezolvare
De-escaladarea conflictului și rezolvarea conflictului sunt două etape convergente, ambele au ca scop obținerea unei situații de calm și cooperare intermediate de soluțiile raționale imaginate.

## Abordare sociologică
- Conflictul reprezintă o opoziție între indivizi care poate îmbraca forma unei lupte între indivizi, grupuri de indivizi, clase sociale, etc. și are ca efect disfuncții în interacțiunea socială.

## Exemple de conflicte
- Conflict intrapersonal
- Conflict interpersonal
- Conflict de grup
- Conflict organizațional
- Conflict internațional
- Conflicte sociale
- Conflicte industriale
- Revolte
- Revoluții